# Daniel Brückner
Daniel Brückner (Rostock, 14 februari 1981) is een Duits-Algerijns profvoetballer die als middenvelder speelt.
Brückner begon bij de Hamburg-Eimsbütteler Ballspiel Club en speelde twee seizoenen in het tweede team van Werder Bremen. Hij brak door bij FC Rot-Weiß Erfurt en na een weinig succesvol seizoen bij SpVgg Greuther Fürth, kwam hij in 2009 bij SC Paderborn 07 waarmee hij in het seizoen 2014/15 in de Bundesliga speelde. Na de degradatie uit de 2. Bundesliga in 2016 ging hij terug naar FC Rot-Weiß Erfurt.